# Gao Xinglong
Gao Xinglong, född 12 mars 1994, är en friidrottare från Kina. Han deltog vid olympiska sommarspelen 2016 och olympiska sommarspelen 2020.